# Shadow Kingdom
| Recensione           | Giudizio |
| -------------------- | -------- |
| AllMusic             | [ 1 ]    |
| American Songwriter  | [ 2 ]    |
| Clash Music          | [ 3 ]    |
| The Daily Telegraph  | [ 4 ]    |
| Exclaim!             | [ 5 ]    |
| Far Out              | [ 6 ]    |
| The Line of Best Fit | [ 7 ]    |
| Mojo                 | [ 8 ]    |
| The Spill Magazine   | [ 9 ]    |
| Uncut                |          |

Shadow Kingdom è il 40° album in studio del cantautore statunitense Bob Dylan, pubblicato il 2 giugno 2023 dalla Columbia Records. L'album uscì in contemporanea con il film Shadow Kingdom: The Early Songs of Bob Dylan di Alma Har'el, del quale però non è da considerarsi la colonna sonora.

## Descrizione
L'album è costituito da nuove incisioni di tredici brani musicali della prima metà della carriera di Dylan, più un nuovo pezzo strumentale intitolato Sierra's Theme. L'album fu preceduto dal singolo Watching the River Flow, diffuso sulle piattaforme di streaming e come video di YouTube il 13 aprile 2023.

### Copertina
La fotografia di copertina dell'album è un'immagine fissa in bianco e nero di Bob Dylan che suona l'armonica, tratta dal film Shadow Kingdom: The Early Songs of Bob Dylan, diretto da Alma Har'el. Il design grafico è attribuito a Geoff Gans.

## Pubblicazione
Pubblicato il 2 giugno 2023, Shadow Kingdom debuttò alla posizione numero 71 nella classifica statunitense Billboard 200 ma fu il settimo album più venduto negli Stati Uniti durante la sua prima settimana di uscita in base alle vendite pure dell'album. L'album entrò in classifica in almeno 19 nazioni e raggiunse la top 10 in Austria, Belgio, Finlandia, Germania, Scozia e Svizzera.

## Tracce

### CD
1. When I Paint My Masterpiece – 4:25
2. Most Likely You Go Your Way and I'll Go Mine – 3:32
3. Queen Jane Approximately – 5:14
4. I'll Be Your Baby Tonight – 3:04
5. Just Like Tom Thumb's Blues – 4:26
6. Tombstone Blues – 5:00
7. To Be Alone with You – 3:10
8. What Was It You Wanted – 5:03
9. Forever Young – 3:15
10. Pledging My Time – 3:50
11. The Wicked Messenger – 2:56
12. Watching the River Flow – 3:00
13. It's All Over Now, Baby Blue – 2:49
14. Sierra's Theme – 4:23

### LP
Lato A
1. When I Paint My Masterpiece – 4:25
2. Most Likely You Go Your Way and I'll Go Mine – 3:32
3. Queen Jane Approximately – 5:14
4. I'll Be Your Baby Tonight – 3:04

Lato B
1. Just Like Tom Thumb's Blues – 4:26
2. Tombstone Blues – 5:00
3. To Be Alone with You – 3:10
4. What Was It You Wanted – 5:03

Lato C
1. Forever Young – 3:15
2. Pledging My Time – 3:50
3. The Wicked Messenger – 2:56
4. Watching the River Flow – 3:00
5. It's All Over Now, Baby Blue – 2:49
6. Sierra's Theme – 4:23

## Formazione
- Bob Dylan – voce, chitarra, armonica
- Jeff Taylor – fisarmonica
- Greg Leisz – chitarra, pedal steel guitar, mandolino
- Tim Pierce – chitarra
- T-Bone Burnett – chitarra
- Ira Ingber – chitarra
- Don Was – contrabbasso
- John Avila – basso
- Doug Lacy – fisarmonica
- Steve Bartek – chitarra acustica aggiuntiva[14]